# 新墨西哥州都會區列表

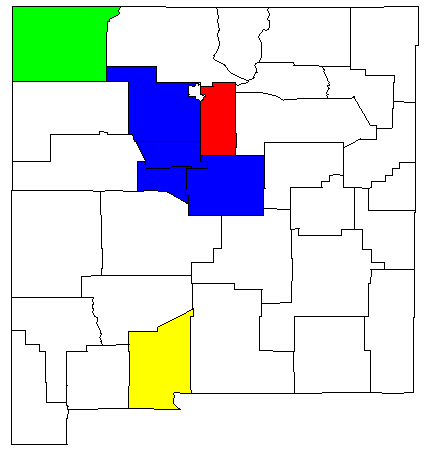
新墨西哥州都會區
阿布奎基都會區
法明頓都會區
拉斯克魯塞斯都會區
聖菲都會區

新墨西哥州境內共有4座大都市統計區（MSAs），分布在該州境內全部或部分區域。在新墨西哥州境內33個縣份當中有被美国人口调查局分類在都會區內者有7個。根據2000年美国人口普查，這些縣份的人口共計1,147,424人，占全州總人口之63.1%。2009年7月1日估計人口有1,335,985人，占全州總人口之66.5%。

## 都會區
- 阿布奎基都會區（英语：Albuquerque metropolitan area）
  - 伯納利歐縣
  - 桑多瓦爾縣
  - 托蘭斯縣
  - 巴倫西亞縣
- 法明頓都會區（Farmington MSA）
  - 聖胡安縣
- 拉斯克魯塞斯都會區
  - 唐娜安娜縣
- 聖菲都會區（Santa Fe MSA）
  - 圣菲县

### 人口統計
| 都會統計區         | 2010年人口 | 2000年人口 | 人口變化（2000年－2010年） |
| ------------------ | ---------- | ---------- | -------------------------- |
| 阿布奎基都會區     | 887,077    | 729,649    | 21.58%                     |
| 法明頓都會區       | 130,004    | 113,801    | 14.24%                     |
| 拉斯克魯塞斯都會區 | 209,233    | 174,682    | 19.78%                     |
| 聖菲都會區         | 144,170    | 129,292    | 11.51%                     |

## 聯合統計區

新墨西哥州聯合統計區
阿布奎基-聖菲-拉斯維加斯聯合統計區
克洛維斯-波塔利斯聯合統計區
厄爾巴索-拉斯克魯塞斯聯合統計區

根據美国人口调查局的定義，相鄰核心統計區（CBSAs）的集合體稱為聯合統計區（CSA），這些區域為透過通勤關係聯繫而成。新墨西哥州境內共有3座聯合統計區，其中有一座涵蓋德克薩斯州部分區域。
- 阿布奎基-聖菲-拉斯維加斯聯合統計區（英语：Albuquerque–Santa Fe–Las Vegas combined statistical area）
  - 阿布奎基都會統計區（英语：Albuquerque metropolitan area）
    - 伯納利歐縣
    - 桑多瓦爾縣
    - 托蘭斯縣
    - 巴倫西亞縣

  - 聖菲都會統計區（Santa Fe Metropolitan Statistical Area）
    - 圣菲县

  - 拉斯維加斯小型都會統計區（Las Vegas Micropolitan Statistical Area）
    - 聖米格爾縣

  - 埃斯帕諾拉小型都會統計區（Espanola Micropolitan Statistical Area）
    - 里奧阿里巴縣

  - 格蘭茨小型都會統計區（Grants Micropolitan Statistical Area）
    - 錫沃拉縣

  - 洛斯阿拉莫斯小型都會統計區（Los Alamos Micropolitan Statistical Area）
    - 洛斯阿拉莫斯縣
- 厄爾巴索-拉斯克魯塞斯聯合統計區（英语：El Paso–Las Cruces, Texas–New Mexico, combined statistical area）
  - 厄爾巴索都會區（英语：El Paso metropolitan area）
    - 厄爾巴索縣
    - 哈得斯佩斯縣

  - 拉斯克魯塞斯都會統計區（Las Cruces Metropolitan Statistical Area）
    - 唐娜安娜縣
- 克洛維斯-波塔利斯聯合統計區（英语：Clovis-Portales CSA）
  - 克洛維斯小型都會統計區（Clovis Micropolitan Statistical Area）
    - 寇里縣

  - 波塔利斯小型都會統計區（Portales Micropolitan Statistical Area）
    - 羅斯福縣

### 人口統計
| 聯合統計區                         | 2010年人口 |
| ---------------------------------- | ---------- |
| 阿布奎基-聖菲-拉斯維加斯聯合統計區 | 1,146,049  |
| 克洛維斯-波塔利斯聯合統計區        | 63,224     |
| 厄爾巴索-拉斯克魯塞斯聯合統計區    | 1,013,356  |